# کتاب طلایی آزمایش‌های شیمی
کتاب طلایی آزمایش‌های شیمی یک کتاب شیمی کودک است که در سال ۱۹۶۰ توسط رابرت برنت ساخته شده و توسط هری لازاروس نشان داده شده و توسط انتشارات غربی به عنوان بخشی از مجموعه کتابهای طلایی منتشر شده‌است.
یک دهه پس از انتشار کتاب، نگرانی‌هایی دربارهٔ ایمنی واکنش‌های شرح داده شده، که اغلب از آنها استفاده می‌شود یا باعث ایجاد مواد سمی می‌شود، مطرح شد. به عنوان مثال، یک آزمایش گاز کلر تولید کرد، و دیگری از تتراکلرید کربن استفاده شده، یک سمیت کبدی قوی.
اعتقاد بر این بود که این کتاب همچنین الهام بخش دیوید هان، با نام مستعار «پسر بچه رادیو اکتیو» توسط رسانه‌ها است، که سعی در ساخت رآکتور هسته ای در کشتن مادر خود داشت، اگرچه این کتاب هیچگونه واکنش هسته ای را شامل نمی‌شود. .
به دلیل نگرانی‌های ایمنی، سرانجام این کتاب از قفسه‌های کتابخانه بیرون کشیده شد. اکنون بسیار نادر است، نسخه‌های خصوصی به‌طور معمول برای فروش همگاه قرار می‌گیرد.

## تاریخ چاپ
چاپ اول در سال ۱۹۶۰ چاپ شد. چاپ دوم در سال ۱۹۶۲ چاپ شد و نسخه اصلاح شده در سال ۱۹۶۳ چاپ شد.

## جسارتهای وابسته
- کتاب کامل: https://archive.org/details/GoldenBookOfChemistryExperiments/page/n23